# Eső előtt
Az Eső előtt (Пред дождот, Pred doždot) 1994-ben készült macedón film, mely a balkáni etnikai-vallási konfliktusokról, a macedónok és a Macedóniában élő albánok közötti évszázados ellentétekről szól. A főszerepet Katrin Cartlidge, Rade Šerbedžija, Grégoire Colin, és Labina Mitevszka játssza. A filmet Milčo Mančevski írta és rendezte, a zenét Anastasia szerezte.
A filmet az 1994-es Velencei Nemzetközi Filmfesztiválon mutatták be, ahol elnyerte a fesztivál fődíját az Arany Oroszlánt, de a legjobb külföldi film kategóriában Oscar-jelölést is kapott. Az Eső előtt volt az első macedón film, melyet ebben a kategóriában Oscar-díjra jelöltek.

## Cselekmény
|  | Alább a cselekmény részletei következnek! |

A film három fejezetből áll. Az első a Szavak, a második az Arcok, míg a harmadik fejezet a Képek címet viseli.

### Szavak
Megismerjük a némasági fogadalmat tett szerzetest, Kirilt, aki egy tópart kolostorban éli napjait. A gyilkossággal vádolt albán lány, Zamira az ő szobájában rejtőzködik el üldözői elől. A falubeli gyerekek látták a lányt bemenni a kolostorba, így üldözői ott kezdik keresni. Bár az üldözők nem találják meg a lányt, a szerzetesek rájönnek Kiril titkára, ezért el kell hagynia a kolostort a lánnyal együtt. A fiatal pár kora hajnalban észrevétlenül kilopózik, és szökni próbál – a völgyben épp egy temetés van. Kiril, bár a lánnyal nem értik meg egymás nyelvét, újra beszélni kezd. A lány családja azonban felfedezi őket és Zamira apja megparancsolja a lányának térjen haza, Kirilt pedig elzavarja. Zamira Kiril után szalad, de a lány bátyja ekkor lelövi húgát.

### Arcok
Anne egy szép fényképésznő Londonban, akinek szerelmi viszonya van egy macedón származású háborús fényképésszel, Alekszanderrel, aki a bosnyák háborúból tér éppen vissza Angliába. Anne a fotóügynökség irodájában többek között azokat a fotókat nézi amelyek a halott Zamirát és Kirilt ábrázolják. Alekszander hazaindul Macedóniába és hívja Anne-t is magával, neki azonban még van egy elintéznivalója; Anne terhes, de válni készül a férjétől. Azonban amikor egy étteremben közli vele a hírt, az egyik vendég – aki korábban összeszólalkozott a pincérrel – fegyveres ámokfutásba kezd, és Anne férje is életét veszti.

### Képek
Az előző két fejezet történetét olvasztja egybe. Alekszander megérkezik Szkopjébe, ahonnan autóbuszon tér vissza a hegyekben található szülőfalujába. A falu határában fegyveres fiú fogadja, ő azonban könnyen elveszi a fegyvert, és elindul felkeresni a régi házát. Megjelennek régi ismerősei és rokonjai, akik ebédet rendeznek a tiszteletére. A háttérben Zamira figyeli őket, kezében egy vasvillával. Másnap Alekszander elmegy a közeli albán faluba felkeresni gyerekkori albán barátnőjét, Hanát (Zamira anyját), aki kétgyerekes özvegyasszony lett. Zamira épp büntetésben van, meg az este későn jött haza, ezért a nagyapja rövidre vágja a haját. Alekszander visszatér a falujába, ahol kiderül; az éjjel megölték az egyik falubelit, a gyanúsított Zamira. Hana felkeresi Alekszandert és azt sejtetve, hogy Hana az ő lánya, segítséget kér tőle, ugyanis a lányt a macedónok elfogták és megkötözve tartják egy pajtában. Alekszander kiszabadítja a lányt, azonban rajtakapják, és unokatestvére némi hezitálás után hátbalövi. Mikor Alekszander összeesik, elkezd esni az eső, Zamira pedig a kolostor fele menekül – ez volt a film kezdete. Mikor Anne is megérkezik Londonból, a háttérben Kiril és Zamira menekül, a völgyben pedig Alekszandert temetik.
A három fejezet mintegy egymás folytatásai, a köztük levő kapcsolat az idő és az események körkörös, véget nem érő láncolatát hivatott tükrözni: „Az idő nem hal meg, a kör nem kerek” – a mondat többször is visszatér. Először a nyitójelenetben az idős szerzetes mondja Kirilek, másodjára egy falfirkán olvasható Londonban, majd a kissé módosulva a harmadik részben is felhangzik. A történések súlya alatt néha megmerevedik az idő és egy percre megáll, de a mindent elmosó eső után folytatódik az egész elölről.
A felületes néző számára úgy tűnhet, a Szavakban történtek a másik két rész eseményeinek lezárása, egyszerűen bemutatja a rendező a történet végét, hogy izgalmasan kezdődhessen a film. Azonban ezt az egyszerű és kézenfekvő értelmezést számos apró részlet "megzavarja", például a fotók Anne-nál Zamira haláláról, elrontva a "kör kerekségét".
|  | Itt a vége a cselekmény részletezésének! |

## Szereplők
- Anne – Katrin Cartlidge
- Alekszander – Rade Šerbedžija
- Kiril – Grégoire Colin
- Zamira – Labina Mitevszka
- Nick – Jay Villiers
- Anne anyja – Phyllida Law

## Díjak és jelölések
- Oscar-díj (1995)
  - jelölés: legjobb külföldi film
- Velencei Nemzetközi Filmfesztivál (1994)
  - díj: Arany Oroszlán – Milcho Manchevski
  - díj: CinemAvvenire-díj – Milcho Manchevski
  - díj: FIPRESCI-díj – Milcho Manchevski
  - díj: OCIC-díj (Elismerés) – Milcho Manchevski
  - díj: Pasinetti-díj – Rade Šerbedžija
- Argentin filmkritikusok szövetsége (1997)
  - díj: Ezüst Kondor-díj – Milcho Manchevski
- Stockholmi filmfesztivál (1994)
  - díj: legjobb első rendező – Milcho Manchevski
  - jelölés: Bronz Ló
- Varsói nemzetközi filmfesztivál (1995)
  - díj: Közönségdíj
- Sao Paolo-i nemzetközi filmfesztivál (1994)
  - díj: Közönségdíj
- Independent Spirit Awards (1996)
  - díj: legjobb külföldi film